# Valvanera
Le Valvanera (ou Mataviejas) est une rivière d'une longueur de 24,1 km qui coule dans la communauté autonome de Castille-et-León. Il est un affluent du Tormes dans le bassin du Douro.